# 梅根·达根
梅根·达根（英語：Meghan Duggan，1987年9月3日—），美国女子冰球运动员。她曾代表美国国家队参加2010年、2014年和2018年冬季奥林匹克运动会冰球比赛，获得一枚金牌和二枚银牌。